# La Redorte
La Redorte – miejscowość i gmina we Francji, w regionie Oksytania, w departamencie Aude. Miejscowość położona jest nad rzeką Aude, w miejscu, w którym uchodzi do niej Argent-Double.
Według danych na rok 1990 gminę zamieszkiwały 1032 osoby, a gęstość zaludnienia wynosiła 77 osób/km² (wśród 1545 gmin Langwedocji-Roussillon Redorte plasuje się na 327. miejscu pod względem liczby ludności, natomiast pod względem powierzchni na miejscu 588.).

## Zabytki
Zabytki w miejscowości posiadające status Monument historique:
- Kanał Południowy (Canal du Midi) – Épanchoir de l'Argent-Double